# NGC 3068B
NGC 3068B је галаксија у сазвежђу Лав која се налази на NGC листи објеката дубоког неба.
Деклинација објекта је + 28° 52' 16" а ректасцензија 9h 58m 38,1s. Привидна величина (магнитуда) објекта NGC 3068 износи 15,2 а фотографска магнитуда 16,2. NGC 3068B је још познат и под ознакама NPM1G +29.0179, ARP 174, stellar, PGC 87670.